# تورنتون وایلدر
تورنتون وایلدر (به انگلیسی: Thornton Wilder) ‏(۱۸۹۷–۱۹۷۵) داستان‌سرا و نمایشنامه‌نویس برجستهٔ آمریکایی بود.

## زندگی
تورنتون وایلدر در ۳۰ آوریل ۱۸۹۷ در ایالت ویسکانسین در ایالات متحده آمریکا به دنیا آمد. پدرش روزنامه‌نگاری برجسته و دیپلماتی خوشنام بود که در زمان تولد او سردبیری روزنامه‌ای را بر عهده داشت. وایلدر ۹ ساله بود که پدرش به سرکنسولی سفارت آمریکا در هنگ‌کنگ منصوب شد و همگی به این کشور نقل مکان کردند اما تنها ۶ ماه بعد به همراه مادر، خواهر و برادرانش به آمریکا مراجعت کردند و پدر در هنگ‌کنگ ماندگار شد تا ۵ سال بعد که همگی در شانگهای چین دوباره به هم ملحق شدند. «وایلدر» یک سالی را در چین گذراند و سپس به زادگاه خود بازگشت. در سال ۱۹۱۵ به دانشگاه رفت و زبان‌های یونانی و رومی باستان را آموخت. سپس به دانشگاه ییل رفت و در آنجا بود که اولین نمایشنامه‌اش را با عنوان «شیپور نواخته خواهد شد» نگاشت. با آغاز جنگ جهانی اول، وایلدر هشت ماه در گارد ساحلی خدمت کرد و سپس به دانشگاه بازگشت. در سال ۱۹۲۰ پس از اخذ مدرک لیسانس، راهی رم شد و به تحصیل در رشتهٔ باستان‌شناسی روی آورد. مدتی بعد به آمریکا بازگشت و در کنار تدریس زبان فرانسوی در یک مدرسه، نوشتن را ادامه داد.

## زندگی ادبی
در سال ۱۹۳۸ با خلق نمایشنامه معروف خود «شهر ما» موفق به دریافت جایزه پولیتزر شد. او قبل از آن در سال ۱۹۲۷ رمانی جنجال‌برانگیز با عنوان «پل خلیج سن لوئیس ری» را به رشته تحریر درآورد که به تقابل سرنوشت، عدالت و نوع‌پرستی می‌پردازد. داستان سرنوشت پنج مسافری است که از روی پلی که به استواری شهرت دارد می‌گذرند و ناگهان پل می‌شکند و این پنج نفر به خلیج سقوط می‌کنند. داستان حالتی روایت‌گونه دارد و کشیشی به نام «برادر جانیپر» راوی آن است که سرنوشت تک‌تک قربانیان را روایت می‌کند و سعی در شرح عملکرد قدرت الهی در سرنوشت آدمی دارد.
تورنتون وایلدر در سال ۱۹۶۲ اولین نشان افتخار ملی ادبی را در مراسمی خاص در کاخ سفید دریافت کرد. از آخرین رمان‌های او می‌توان به «روز هشتم» به سال ۱۹۶۷ اشاره کرد. تورنتون وایلدر در ۷ دسامبر ۱۹۷۵ چشم از جهان فروبست.

## آثار

### نمایش‌نامه
- پوست دندان‌های ما (جان کندن)
- شهر ما

### رمان
- روز هشتم

### آثار ترجمه‌شده به فارسی
- شام طولانی کریسمس و سه نمایشنامه‌ی دیگر، سمیرانیک نوروزی. تهران: قطره. 1403
- جان کندن (نمایشنامه)، سمیرانیک نوروزی، تهران: قطره. ۱۴۰۰
- واسطه‌ی ازدواج، مهتاب صفدری، تهران: افراز، ۱۳۹۶
- شهر ما، مرجان موسوی‌کوشا، تهران: رخداد نو، ۱۳۸۸
- پل سن‌لوییس رِی، عزیزه عضدی، تهران: کتاب ایران، ۱۳۷۹
- قطاری به نام هیاواتا، مهین دانشور، تهران: زمان، ۱۳۵۱
- شهر ما، گ. پ، تهران: چاپخانه مسعود سعد، ۱۳۵۰
- شام طولانی کریسمس، حسن هنرمندی، تهران: رز، چاپ دوم، ۱۳۵۰